# Bull Durham - Un gioco a tre mani
Bull Durham - Un gioco a tre mani (Bull Durham) è un film del 1988 scritto e diretto da Ron Shelton.
Primo dei due film consecutivi di Kevin Costner sul baseball (l'altro è L'uomo dei sogni).

## Trama
Nella squadra di baseball di seconda divisione della città di Durham viene ingaggiato "Crash" Davis, un veterano sul viale del tramonto, con il compito di occuparsi di un nuovo talento, il lanciatore Ebby Calvin la Loosh, giocatore dotato di grande braccio ma senza esperienza.
Anche Annie Savoy, insegnante fanatica del gioco (tanto da avere il baseball come religione, dopo averne provate molte e riscontrando coincidenze come il fatto che 108 sono i punti delle cuciture sulle palline e 108 i grani del rosario) si occupa di Ebby, avendo una relazione sentimentale con lui.
Crash convince Ebby a seguire i suoi insegnamenti e Annie lo cresce culturalmente, la squadra comincia a macinare gioco e vince molte partite, aiutando il nuovo astro a mettersi in mostra e a sfondare nel gioco fino ad essere ingaggiato da una grande squadra e giocare in prima divisione. Ma quando questo accade è la fine agonistica di Crash che viene licenziato, Annie lo conforta e Crash terminerà la stagione raggiungendo il nuovo record di home run in un'altra squadra, poi si ritirerà per diventare un direttore sportivo.

## Riconoscimenti
Il film ha ottenuto due candidature ai Golden Globe 1989, per la migliore attrice in un film commedia o musicale a Susan Sarandon e per la migliore canzone originale.
Ha vinto due Boston Society of Film Critics Awards 1989, per il miglior film e la migliore attrice.
La sceneggiatura di Shelton è stata candidata all'Oscar alla migliore sceneggiatura originale, ha vinto il LAFCA Award, il NSFC Award, il NYFCC Award e il WGA Award.
Nel 2000 l'American Film Institute ha inserito il film al 97º posto della classifica delle cento migliori commedie americane di tutti i tempi e nel 2008 al 5º posto dei dieci migliori film sportivi.